# Laos (antigua ciudad)

Ciudades de la Magna Grecia con la ubicación de Laos.

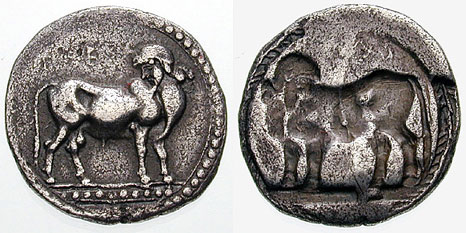
Monedas de Laos fechadas hacia 510-500 a. C.

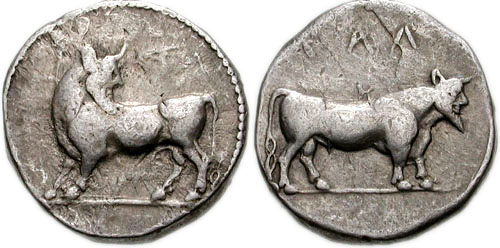
Monedas de Laos fechadas hacia 490-470 a. C.

Laos o Lao (en griego, Λᾶος) fue una antigua ciudad de Magna Grecia. 
Es mencionada por Heródoto, que dice que cuando Síbaris fue conquistada por Crotona, después del año 510 a. C., sus habitantes se establecieron en Laos y Escidro. Pese a ello, en el Periplo de Pseudo-Escílax se dice que era colonia de Turios.
Estrabón también dice que era colonia de Síbaris e indica que se trataba de la última ciudad de Lucania, situada a 400 estadios de Elea. El geógrafo la ubica entre el golfo de Tálao y Temesa, cerca de Cerilos; menciona un río que tenía su mismo nombre y dice que cerca de la ciudad se hallaba un templo dedicado al héroe Dracón, que según la tradición era uno de los compañeros de Odiseo. Un oráculo había predicho sobre este Dracón que un gran ejército perecería a manos de Dracón de Laos, y Estrabón informa que un gran ejército de griegos de sur de Italia fue derrotado por los lucanos. Esta información se ha puesto en relación con una guerra del año 389 a. C. narrada por Diodoro Sículo entre Lucania y Turios, apoyados estos últimos por otros italiotas. Los italiotas pusieron sitio a Laos, calificada como una ciudad rica, que entonces estaba ocupada por los lucanios, pero otras tropas lucanias encerraron a su vez a los italiotas en una llanura y se cuenta que murieron más de diez mil italiotas. En tiempos de Plinio el Viejo, la ciudad ya no existía.
Los restos se localizan a unos 3 km al sur de la desembocadura del río Lao, en una colina de Santa María del Cedro.